# Прачадіпок
Прачадіпок (Рама VII) (тай. Phra Pokklao Chaoyuhua พระ ปกเกล้า เจ้า อยู่ หัว, 8 листопада 1893, Бангкок, Сіам — 30 травня 1941, Суррей, Сполучене Королівство) — сьомий король династії Чакрі. Був останнім абсолютним монархом і першим конституційним монархом Сіаму.
У результаті революції 1932 Сіам перейшов до конституційної форми правління, а в 1935 відрікся від престолу.
Його правління було найкоротшим в історії династії Чакрі. У його коротке правління Сіам, як і сам король, переживав період великих історичних подій, політичних прагнень, соціально-політичного змін і економічної модернізації.
Помер від серцевого нападу.